# Брю, Раймон
Раймон Жан Брю (фр. Raymond Jean Bru, 30 марта 1906 — декабрь 1989) — бельгийский фехтовальщик, призёр чемпионатов мира и Олимпийских игр.
Родился в 1906 году в Брюсселе. В 1928 году на Олимпийских играх в Амстердаме стал 4-м в командном первенстве на рапирах, и 6-м — в личном зачёте. На Международном первенстве по фехтованию 1929 года завоевал серебряную медаль в командном первенстве на рапирах, а на Международном первенстве 1930 года — бронзовую. В 1936 году на Олимпийских играх в Берлине стал 5-м в командном первенстве на рапирах, и 6-м — в личном зачёте. В 1937 году Международная федерация фехтования признала все проходившие ранее Международные первенства по фехтованию чемпионатами мира.
В 1948 году на Олимпийских играх в Лондоне завоевал бронзовую медаль в командном первенстве на рапирах, и стал 5-м в личном зачёте.